# Цытович, Платон Степанович
Платон Степанович Цытович (12 [24] января 1833 — 4 [16] декабря 1894) — российский военный деятель и педагог, учёный в области пиротехники, генерал-лейтенант. Директор Сибирского кадетского корпуса. Его братья  Виктор, Эраст и Николай также были генералами.

## Биография
Родился 12 (24) января 1833 года в селе Точна Могилёвского уезда в семье военного священника.
В 1851 году после окончания Второго кадетского корпуса произведён в прапорщики и был определён в 5-ю артиллерийскую бригаду 5-й пехотной дивизии с прикомандированием к Михайловской артиллерийской академии.
В 1852 году после окончания Михайловской артиллерийской академии "за отличные успехи в науках" был произведён в подпоручики гвардии и оставлен при Михайловском артиллерийском училище с определением состоять по гвардейской пешей артиллерии и в списках 2-й лейб-гвардии артиллерийской бригады.
По повелению главного начальника Военно-учебных заведений цесаревича Александра Николаевича, 3 августа 1853 года П. С. Цытович был отозван в Главное управление военно-учебных заведений и назначен офицером-воспитателем, с 1855 года был штатным преподавателем  Первого кадетского корпуса. С 1856 года штатный преподаватель артиллерии в Нижегородском Аракчеевском кадетском корпусе. В 1862 году был произведён в капитаны гвардии с назначением штатным преподавателем  Второго кадетского корпуса; 15 июля 1864 года назначен помощником инспектора классов Первой Санкт-Петербургской военной гимназии и в том же году «за отличие по службе» произведён в полковники гвардии. По воспоминаниям генерала В. Г. Бооля: «Цытович принял самых старых и загрубелых воспитанников старшего класса, но в один год изменил их нравы до такой степени, что к концу года их нельзя было узнать». Однако педагогические таланты соседствовали у Цытовича с такими качествами характера, как гордость и независимость. В 1865 году поссорившись с инспектором классов П. Н. Белохой он покинул Петербург и направился в Смоленск, где был назначен начальником Смоленского училища военного ведомства. 
В 1866 году назначен  инспектором классов Псковской военной прогимназии, где проявил себя  вольнодумцем и реформатором. С 1869 года — начальник Санкт-Петербургской военно-фельдшерской школы. В 1872 году был назначен инспектором классов Первого Павловского военного училища. В 1873 году назначен инспектором классов, в 1875 году «за отличие по службе» был произведён в генерал-майоры и назначен директором Сибирского кадетского корпуса. С 1875 по 1882 год под руководством Цытовича и по проекту омского архитектора Э. И. Эзета была начата и закончена постройка зданий кадетского корпуса, спальных и учебных корпусов. В 1882 году Сибирская военная гимназия была переименована в Сибирский  кадетский корпус, что потребовало от Цытовича полного переформирования корпуса, в основе которого стало совмещение общепедагогической подготовки с военной, для  последующего поступления воспитанников в военные училища, а так же введение в корпусе строевых рот, во главе с офицерами, строевых занятий в старших классах и заменой гражданских воспитателей на строевых офицеров (офицеров-воспитателей). Помимо основной деятельности являлся председателем Западно-Сибирского окружного управления попечения о раненых и больных воинов и председателем Западно-Сибирского окружного управления Российского общества Красного креста в составе Западно-Сибирского генерал-губернаторства (с 1882 года — Степного генерал-губернаторства). В 1887 году, 21 октября, был произведён в генерал-лейтенанты с увольнением в отставку.

### После отставки
В отставке жил в Санкт-Петербурге, где занимался изучением пиротехники и написал фундаментальный труд по этой тематике. Вышедшую в 1892 году книгу П. С. Цытовича — «Опыт рациональной пиротехники» можно считать первым изданием, дающим рекомендации по организации производства в пиротехнической мастерской, определяющим строгие меры безопасности как при производстве, так и во время проведения фейерверков. Как писал П. С. Цытович:
Общественные празднества поднимают дух народа, и развивают патриотические чувства. Фейерверки нужны для оживления праздников. Ожидание фейерверка возбуждает любопытство; кажущаяся опасность от взлетающих ракет, бомб, шипение, треск, пальба — все это волнует зрителя и придает интерес зрелищу
Скончался 4 (16) декабря 1894 года в Санкт-Петербург и был похоронен на Смоленском православном кладбище. Как было сказано в некрологе газеты Новое время

…Отличаясь сердечной отзывчивостью и гуманностью, П. С. Цытович везде и всегда пользовался симпатиями своих многочисленных учеников и почитателей. Выйдя в отставку, он не прекратил ни своих педагогических занятий, ни своих ученых работ, усердных и многолетних, завершившихся в нынешнем году ценным трудом: «Опытом рациональной пиротехники». Это сочинение — одно из лучших по пиротехнике…
.

## Звания, чины
Согласно «Послужному списку 1875 года» его служба проходила следующим образом:
- Прапорщик (07.08.1851);
- Подпоручик (20.07.1852) «За отличие по службе»;
- Прапорщик гвардии (02.08.1854а);
- Подпоручик гвардии (27.03.1855);
- Поручик гвардии (12.04.1859);
- Штабс-капитан гвардии (30.08.1862);
- Капитан гвардии (30.08.1863);
- Полковник гвардии (30.08.1864) «За отличие по службе»;
- Генерал-майор (6 октября 1875 года) «За отличие по службе»;
- 21 октября 1887 года с выходом в отставку был произведён в генерал-лейтенанты.

## Награды
- орден Св. Станислава 3-й степени (1861);
- орден Св. Станислава 2-й степени (1864 ); императорская корона к ордену (ВП 23 марта 1866 года) — «За отлично-усердную службу»;
- орден Св. Анны 2-й степени (1868); императорская корона к ордену (ВП 31 марта 1871 года) — «За отлично-усердную службу»;
- орден Св. Владимира 4-й степени (1875);
- орден Св. Владимира 3-й степени (1880);
- орден Св. Станислава 1-й степени (1884)

Медали:
- Медаль «В память войны 1853-1856 гг.»

### Переработанные издания
- Цытович П. С. Опыт рациональной пиротехники: руководство для изучения теории и практики фейерверочного искусства. — Сергиев Посад: «Русская пиротехника», 2007 г. — Т. 1. — 318 с. — (Классика российской пиротехники). — ISBN 978-5-903371-04-4.
- Цытович П. С. Опыт рациональной пиротехники: руководство для изучения теории и практики фейерверочного искусства. — Сергиев Посад: «Русская пиротехника», 2007 г. — Т. 2. — 319 с. — (Классика российской пиротехники). — ISBN 978-5-903371-05-1.[17]

## Семья
Был женат на дочери потомственного дворянина Олимпии Яковлевне Вакар, её брат генерал-майор Яков Яковлевич Вакар, так же являлся известным педагогом.
Дети:
- Николай (1865—1928) — генерал-майор, заслуженный ординарный профессор Михайловской артиллерийской академии;
- Екатерина (1867—1840);
- Эраст (1874—1941) — статский советник, член Русского физического общества,учитель и воспитатель царских детей;
- Платон — коллежский асессор, делопроизводитель 2-го Департамента Министерства юстиции;